# Phong trào 30 tháng 9
Phong trào 30 tháng 9 (tiếng Indonesia: Gerakan 30 September, viết tắt: G30S, còn được biết đến với tên viết tắt Gestapu của Gerakan September Tiga Puluh) là một tổ chức tự xưng gồm các thành viên Lực lượng Vũ trang Quốc gia Indonesia. Vào đầu ngày 1 tháng 10 năm 1965, tổ chức này đã ám sát sáu tướng Lục quân Indonesia trong một cuộc đảo chính thất bại, dẫn đến tên gọi không chính thức nhưng chính xác hơn là Gestok, từ Gerakan Satu Oktober, hay Phong trào 1 tháng 10. Cuối buổi sáng hôm đó, tổ chức này tuyên bố rằng họ đã nắm quyền kiểm soát các phương tiện và cơ quan truyền thông và đặt Tổng thống Sukarno dưới sự bảo vệ của mình. Đến cuối ngày, kế hoạch đảo chính đã thất bại ở Jakarta. Trong khi đó, ở miền trung Java xảy ra xung đột giành quyền kiểm soát một sư đoàn quân đội và một số thành phố. Vào thời điểm cuộc nổi loạn này bị dập tắt, có thêm hai sĩ quan cấp cao nữa đã thiệt mạng.
Trong những ngày và tuần sau đó, quân đội, các nhóm chính trị - xã hội và tôn giáo cáo buộc Đảng Cộng sản Indonesia (PKI) gây ra vụ đảo chính. Chẳng bao lâu sau, một cuộc thanh trừng hàng loạt đã được tiến hành, dẫn đến việc bỏ tù và giết chết những đảng viên và người có cảm tình thực sự hoặc bị nghi ngờ là Cộng sản. Dưới thời Trật tự Mới, phong trào thường được gọi là "G30S/PKI" bởi những người muốn gắn nó với PKI và  thuật ngữ này đôi khi cũng được chính phủ hiện tại sử dụng.

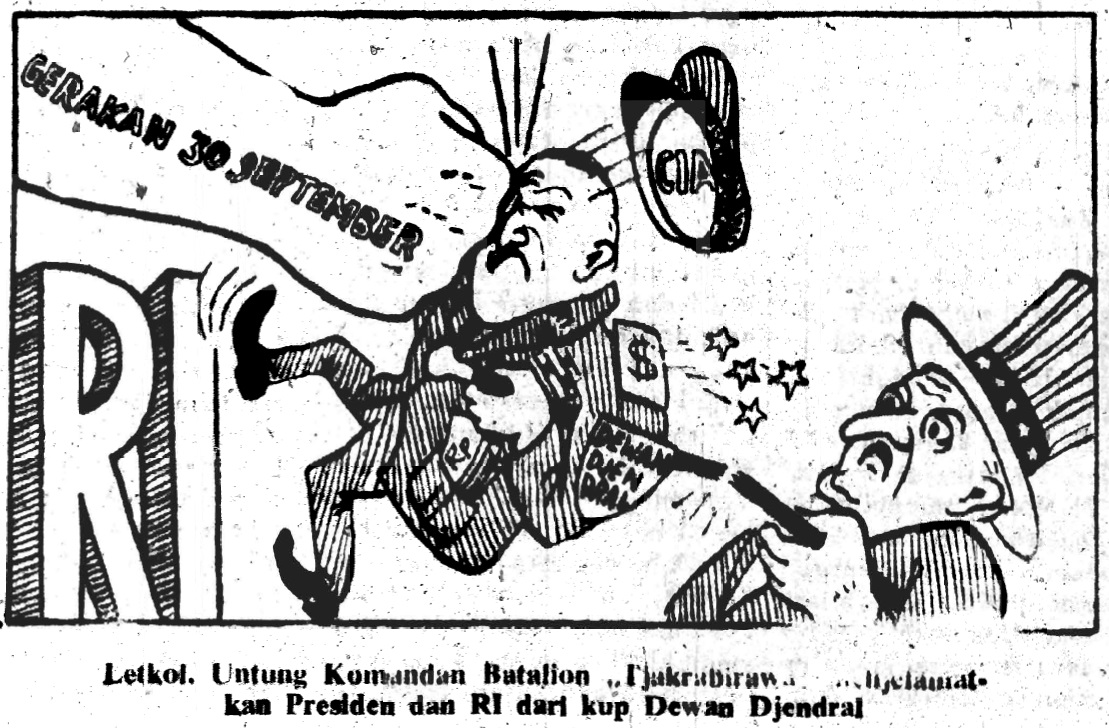
Tranh biếm họa xã luận trên trang nhất tờ báo PKI Harian Rakjat, ngày 2 thang 10 năm 1965

Các cuộc điều tra và thẩm vấn về mô tả của Suharto về sự kiện đã bị cản trở kéo dài ở Indonesia. Trong khi Cơ quan Tình báo Trung ương Hoa Kỳ (CIA) ban đầu tin rằng Sukarno đã dàn dựng tất cả những điều đó, một số nguồn bên ngoài đã tìm thấy những mâu thuẫn và lỗ hổng trong các tuyên bố của quân đội, đặc biệt là Benedict Anderson và Ruth McVey, người đã viết Cornell Paper nhằm công kích sự kiện.